# Schieren
Schieren er en kommune og et byområde i Luxembourg. Kommunen, som har et areal på 10,41 km², ligger i kantonen Diekirch i distriktet Diekirch. I 2005 havde kommunen 1.369 indbyggere. 
49°50′00″N 6°06′00″Ø / 49.8333°N 6.1°Ø